# Даурське сільське поселення
Дау́рське сільське поселення (рос. Даурское сельское поселение) — сільське поселення у складі Забайкальського району Забайкальського краю Росії.
Адміністративний центр та єдиний населений пункт — селище Даурія.

## Населення
Населення сільського поселення становить 4000 осіб (2019; 3850 у 2010, 4242 у 2002).